# Magdalena Parys

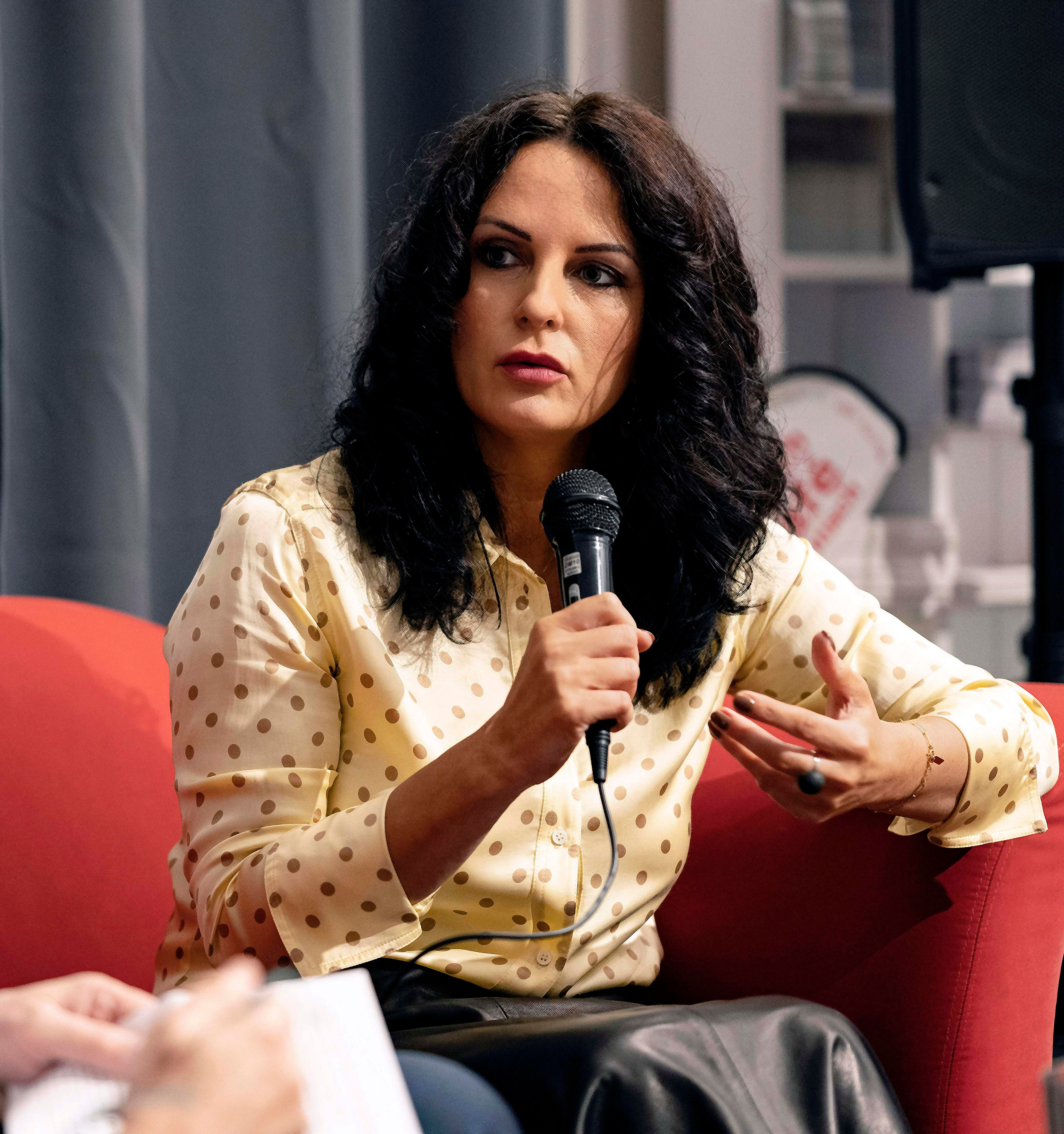
Leseabend, September 2020

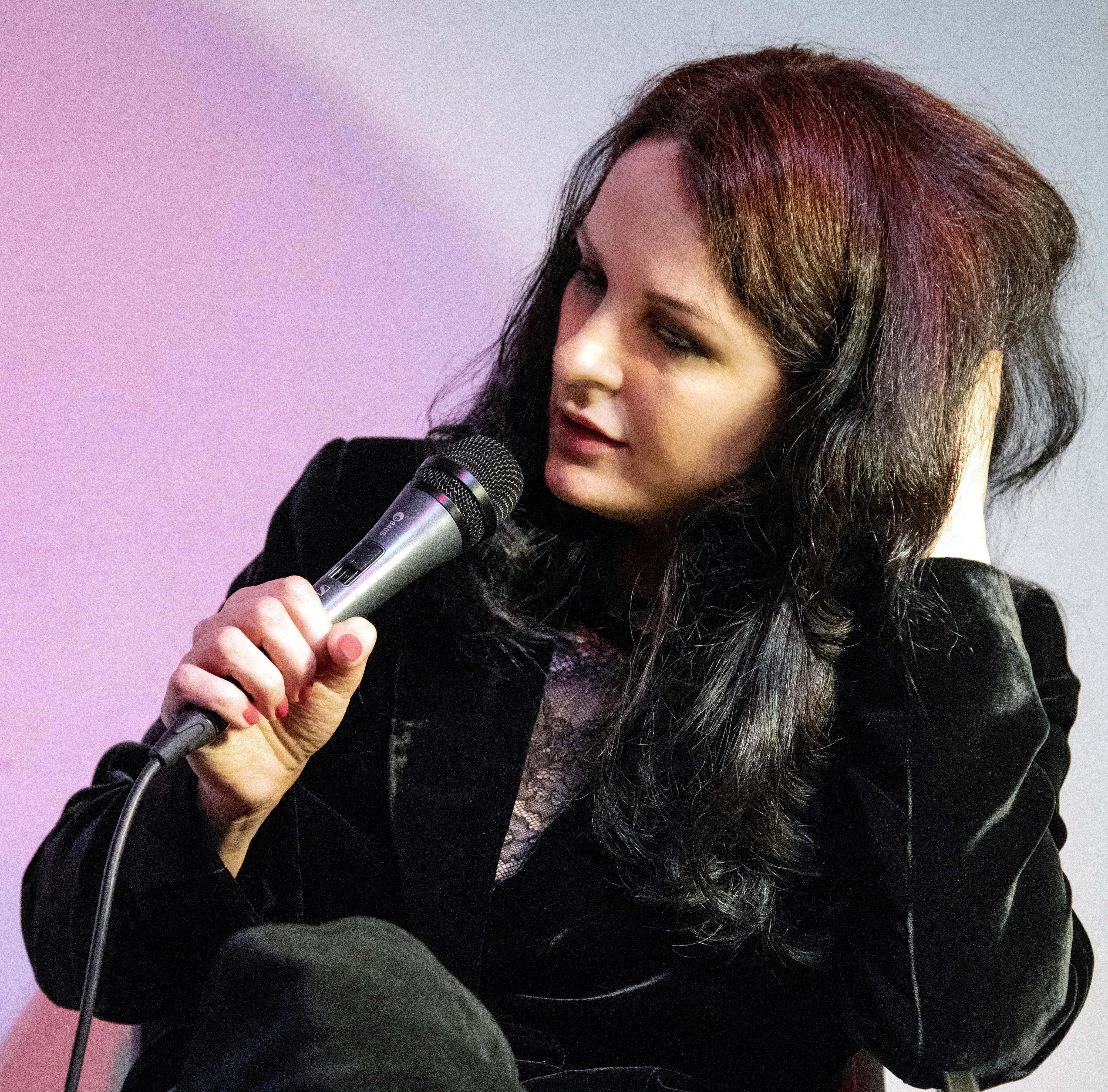
Leseabend, März 2018

Magdalena Parys (* 29. Juni 1971 in Danzig) ist eine deutsche Schriftstellerin. Ihre Publikationen veröffentlicht sie auch unter dem Namen Magda Parys Liskowski.

## Leben
Magdalena Parys wurde in Danzig geboren und wuchs in Stettin auf. Im Alter von 13 Jahren siedelte sie mit ihrer Familie nach West-Berlin über. Nach dem Abitur an der Gustav-Heinemann-Oberschule studierte sie Erziehungswissenschaften und Polonistik an der Humboldt-Universität zu Berlin.

## Essayistik und literarische Tätigkeit
Magdalena Parys debütierte 2001 in der Kulturzeitschrift Pogranicza, wo sie ihre erste Erzählung und Gedichte veröffentlichte. In den Jahren 2003–2004 organisierte sie (einmalig) zusammen mit Isabella Potrykus den internationalen Literaturwettbewerb „Ich bin der, der angekommen ist“, an dem Autoren aus den zukünftigen EU-Beitrittsländern Tschechien, Ungarn, Polen, Slowakei und Slowenien sowie Deutschland teilgenommen haben. Die eingereichten Texte erschienen in einer gleichnamigen Anthologie. In den Jahren 2006–2007 war sie Chefredakteurin der von ihr gegründeten deutsch-polnischen Literaturzeitschrift „Squaws“. Sie arbeitete als Feuilletonistin der Zeitschriften Zwierciadło und Wysokie obcasy. Parys schreibt gelegentlich für die polnische Tageszeitung Gazeta Wyborcza, das Buchmagazin Magazyn Ksiazki, die Stuttgarter Zeitung und das französische Wochenmagazin Marianne. Sie hat ein Interview mit Erika Steinbach und Tanja Dückers gemacht.

## Literarisches Werk
Parys lebt in Berlin und schreibt auf Polnisch von deutscher Nachkriegsgeschichte. Sie schreibt aus der Erfahrung ihrer polnischen Kindheit und ihrer deutschen Gegenwart. Ihr Debütroman Tunel (2011) (Der Tunnel) erzählt über Berlin, Danzig und das Schicksal dreier europäischer Generationen. Er wurde in Polen für mehrere Preise nominiert und von culture.pl als einer „der wichtigsten Debütromane des Jahres“ gefeiert. In Österreich wurde der Roman mit dem Auslandspolen-Preis „Goldene Eule“ prämiert, in Frankreich für den Buchhändler- und Bibliothekarenpreis „Le prix Libr´a nous“ 2018 nominiert und mit dem Literaturpreis „Prix littéraire de la ville de Quimper“ ausgezeichnet. Für ihren zweiten Roman, den politisch-historischen Thriller Magik (Der Magier), erschienen 2014 (1. Teil der Berliner Trilogie), wurde sie mit dem Literaturpreis der Europäischen Union ausgezeichnet. Der Familienroman Biała Rika (2016) wurde von mehreren polnischen Bloggern als bester Roman des Jahres genannt. Ihre Bücher wurden in mehrere Sprachen übersetzt (Französisch, Deutsch, Italienisch, Spanisch, Ungarisch, Serbisch, Kroatisch, Albanisch, Bulgarisch u. a.). Besonders erfolgreich waren die französischen Ausgaben von Der Tunnel (188 metres sous Berlin, Agullo Éditions 2017) und Der Magier (Le Magicien, Agullo Éditions 2019). „Le Monde“ stellt Le Magicien der Literatur von Thomas Mann gleich, Libération vergleicht ihn mit dem oscarprämierten Film Das Leben der Anderen, L'Obs bezeichnet Parys als „eine der größten Schriftstellerinnen der postkommunistischen Epoche“. Bei der Livre Paris 2019 war sie unter den Ehrengästen. 2018 stellte sie in Warschau auf einer der bedeutendsten Bühnen des Landes, dem Polnischen Theater (Teatr Polski), ihr Monodrama Achtung, Niemcy!, vor. Im Gegensatz zu der Rezeption in Frankreich wurde ihr Schaffen in Deutschland noch nicht von der breiten Öffentlichkeit wahrgenommen.

## Auszeichnungen
- 2011 wurde Tunel in Polen für den Preis „Paszport Polityki“ der polnischen Wochenzeitung „Polityka“ in der Kategorie Literatur nominiert.[19]
- 2012 Nominierung für den Mitteleuropäischen Literaturpreis „Angelus“ für Der Tunnel.[20]
- 2013 Literaturpreis der Auslandspolen in Österreich „Goldene Eule“ (für Der Tunnel).[21]
- 2015 Literaturpreis der Europäischen Union (für Magik).
- 2017 Nominierung für den Mitteleuropäischen Literaturpreis „Angelus“ für Biała Rika.[22]
- 2018 Nominierung für den französischen Buchhändler- und Bibliothekarpreis „Le prix Libr’à nous“ (für 188 metres sous Berlin).[23]
- 2018 Literaturpreis der Stadt Quimper (für 188 metres sous Berlin).[24][25][26]
- 2021 Nominierungen für Książę zur höchsten polnischen Auszeichnung für Krimi- und Spannungsliteratur Wielki Kaliber[27] sowie zum Literaturpreis Złoty Pocisk in der Kategorie „Bester historischer Kriminalroman des Jahres“.[28]
- 2021 Publikumspreis Złoty Pocisk für Książę[29]

## Erzählungen in Anthologien (Auswahl)
- Jahrbuch Polen 2013, Deutsches Polen-Institut, 2013, ISBN 978-3-447-06901-4
- NieObcy, Agora SA, 2015, ISBN 978-83-928678-8-3
- Berlin und Breslau. Eine Beziehungsgeschichte. Bebra-Verlag, 2016, ISBN 978-3-8148-0222-0
- Europa, Europa! Agullo Éditions, 2019, ISBN 979-10-95718-67-3

## Monodrama
2018 Achtung, Niemcy!, Polnisches Theater Warschau, Kammerbühne

## Hörspiel und Feature
Deutschpolnischeuropäisch. Die Identitäten der Magdalena Parys, Regie: David Z. Mairowitz und Małgorzata Zerwe, Produktion: Deutschlandfunk 2019. Die Autoren wurden für den Beitrag mit dem Deutsch-Polnischen Tadeusz-Mazowiecki-Journalistenpreises 2020 ausgezeichnet

## Bibliographie
- Ich bin der, der angekommen ist. Anthologie, herausgegeben von Isabella Potrykus und Magdalena Parys Liskowski. IDEEDITION, Berlin 2004, ISBN 3-00-013614-2.
- Tunel. Świat Książki, Warschau 2011 (deutsch: Der Tunnel. Prospero, 2014, ISBN 978-83-7799-018-6).
- Magik. Świat Książki, Warschau 2014 (deutsch: Der Magier. freiraum-verlag, Greifswald 2018, ISBN 978-3-96275-001-5 und im Polente Verlag, Wien 2025, ISBN 978-3-9505744-0-1).
- Biała Rika, Znak Literanova, Krakau 2016, ISBN 978-83-240-3636-3.
- Książę, Agora, Warschau 2020, ISBN 978-83-268-4595-6.